# Bianca Castanho
Bianca Castanho (nome completo Bianca Castanho Pereira) (Santa Maria, 25 gennaio 1979) è un'attrice brasiliana.

## Filmografia

### Televisione
- Ensino Geral (1998)
- Você Decide (1998)
- Terra nostra (1999)
- Uga-Uga (2000)
- Malhação (2001)
- O Beijo do Vampiro (2002)
- Canavial de Paixões (2003)
- Esmeralda (2004)
- Cristal (2006)
- Amor e Intrigas (2007)
- Mutantes - Promessas de Amor (2009)
- Rei Davi (2012)